# Ryszard Syski
Ryszard Syski (ur. 8 kwietnia 1924 w Płocku, zm. 11 czerwca 2007 w Silver Spring) – polski matematyk pracujący w Stanach Zjednoczonych, powstaniec warszawski.

## Życiorys
W czasie II wojny światowej służył w Armii Krajowej, walczył w powstaniu warszawskim, w szeregach Zgrupowania „Chrobry II”, używał pseudonimu Ryś. Po upadku powstania dostał się do niewoli niemieckiej, przebywał w obozie w Łambinowicach, następnie w Bawarii. Po zakończeniu wojny znalazł się w 2 Korpusie Polskim, najpierw we Włoszech, następnie w Wielkiej Brytanii.
W latach 1947–1951 uczył się w Polish University College, w 1954 ukończył studia magisterskie w University of London, równocześnie pracując w firmie telefonicznej Automatic Telephone and Electric Company. W 1960 obronił pracę doktorską Stochastic proces in Banach space and its aplication to congestion theory i został mianowany profesorem Polskiego Uniwersytetu Na Obczyźnie. W tym samym roku wyjechał jednak do USA, w latach 1961–1999 pracował na Uniwersytecie Marylandu w Baltimore. 
Zajmował się teorią kolejek, opublikował prace Introduction to congestion theory in telephone systems (1960) oraz Passage Times form Markov chains (1962).